# رقائق عجين
رقائق عجين (نقحرة: عجينة الفيلو) (بالإنجليزية: Filo)‏ وتصنع هذه الرقائق من عجين الفطائر، وتحول إلى صفائح رقيقة جداً، وتستخدم رقائق المعجنات في صناعة الحلويات كالبقلاوة والكلاج والمعجنات الحلوة أو المالحة كالكعك وغالباً ما يشتهر المطبخ السوري والتركي والمصري بهذا النوع من المعجنات. تُسمَّى بالتركية يُفكة أو يُفقة (بالتركية: Yufka) وبالعثمانية: يوفقة.

## طريقة التحضير
يخلط طحين المعجنات الحلوة مع الماء والزيت ويمكن إضافة القليل من الملح والبيض للعجينة، ثم يتم مد العجينة على شكل بكرات وشرائح.